# Émile Gachet
Pour les articles homonymes, voir Gachet.
Émile-Léonard-Jean-Baptiste Gachet, né le 5 novembre 1809 à Lille et mort le 23 février 1857 à Ixelles, est un historien, littérateur, essayiste et archiviste belge d'origine française.

## Biographie
Le père d'Émile Gachet est fabricant de fil retors à Lille. Émile Gachet quitte sa ville natale pour Bruxelles en 1834 avec une lettre de recommandation qui l'introduit auprès de l'archiviste Louis-Prosper Gachard. En 1839, il est chargé de la rédaction de la Table chronologique des chartes et diplômes relatifs à la Belgique.
Émile Gachet est attaché à la Commission royale d'histoire de Belgique et chef du bureau paléographique à Bruxelles.
Il est marié et a deux enfants.

## Œuvres
- Lettres inédites de Pierre-Paul Rubens, publiées d'après ses autographes, et précédées d'une introduction sur la vie de ce grand peintre et sur la politique de son temps, Bruxelles : M. Hayez, 1840
- Glossaire roman des chroniques rimées de Godefroid de Bouillon, du Chevalier au cygne et de Gilles de Chin, publication de la Commission royale d'histoire de Belgique, Bruxelles : M. Hayez, 1859 Liebrecht, Felix, 1812-1890